# Вацлав Ханка
Вацлав Ханка (на чешки: Václav Hanka) е чешки филолог и поет.
Роден е на 10 юни 1791 година в Хоржиневес. Учи в Карловия университет в Прага, където се включва в чешкото национално движение. Става известен, след като публикува два предполагаемо средновековни поетични текста – Зеленохорски ръкопис и Краловедворски ръкопис, – за които днес се смята, че е фалшифицирал, заедно със своя приятел Йозеф Линда. По-късно става професор по славянски езици в Карловия университет.
Вацлав Ханка умира на 12 януари 1861 година в Прага.